# 胡寶國
胡寶國（1957年—2023年2月9日），山西定襄人，中國歷史學家，中國社會科學院歷史研究所研究員。

## 生平
胡寶國是歷史學家胡如雷之子，1982年畢業於河北師院歷史系，同年入北京大學歷史系，師從周一良先生攻讀碩士學位。1984年12月畢業留校任教。1989年調入中國社會科學院歷史研究所，歷任助理研究員、副研究員、研究員。
胡寶國時常以“將無同”（出自《世說新語·文學》：“阮宣子有令聞，太尉王夷甫見而問曰：‘老、莊與聖教同異？’對曰：‘將無同’？”）為筆名，在網絡空間與師友後輩談學論道、暢議人生。

## 學術成就
胡寶國長期從事秦漢魏晉南北朝史研究，在中國史學史、制度史、政治文化和東晉南朝士族研究等領域，都有卓越建樹。他擅長從史料的細節中捕捉時代風氣的變化，進而將其放置在長時段的背景中進行分析，立論嚴謹，新見迭出。
學術專著有《漢唐間史學的發展》（商務印書館2003年版，北京大學出版社2014年修訂版）、《虛實之間》（社會科學文獻出版社2011年版）、《將無同：中古史研究論文集》（中華書局2020年版）。論文《經史之學與文史之學》獲中國社會科學院第四屆優秀科研成果二等獎（2002年）。